# Тихоокеанская
Тихоокеанская — главная пассажирская железнодорожная станция в городе Находке Приморского края. На станции имеется вокзал.
Находится на линии Угольная — Мыс Астафьева Владивостокского отделения ДВЖД. Станция состоит из 7 путей, включая 4 приёмо-отправочных пути полезной длиной 288—453 метров для обслуживания пассажирских и пригородных электропоездов; и 3 пути для отстоя грузовых поездов, прежде обслуживавших грузовые поезда с зерном. Имеется пассажирский вокзал с кассами, залом ожидания, камерами хранения багажа, комнатой отдыха, пост полиции.
Скорый поезд «Хабаровск — Тихоокеанская» курсирует через день. Электричка повышенной комфортности «Приморочка» Тихоокеанская — Владивосток отправляется утром, прибывает вечером (время в пути 4 часа 10 минут). Пригородные электропоезда Партизанск — Тихоокеанская, Партизанск — Мыс Астафьева ходят утром, днём и вечером.
По воспоминаниям находкинского старожила В. Тоникян, станцию Тихоокеанская строили советские заключённые: «стройка была обнесена высоким забором с колючей проволокой поверху». Точная дата образования станции не известна. Станция начала работать с конца 1952 — в начале 1953 года. Днём рождения станции решили считать первый день года. Первое здание вокзала было деревянным и маленьким. Новое здание вокзала введено в 1953 году. В 1967 году стали курсировать пригородные электропоезда, начались регулярные перевозки туристов из Юго-Восточной Азии. Пассажиропоток в то время достигал 200 тысяч пассажиров в год. По рассказам старожилов, до ввода Тихоокеанской в действие в 1953 году, станция около года имела народное название Пятачок. В начале 1950-х годов улицы Находки ещё не были асфальтированы, и горожане приходили гулять на мостовую: место это назвали Пятачком.